# Христо Цонев Луков
 Тази статия е за генерала габровец, командвал 13-а дивизия.  За другия български генерал, варненец, основател на Съюза на българските национални легиони, вижте Христо Николов Луков.  
Христо Цонев Луков е български офицер (генерал-майор).

## Биография
Христо Луков е роден на 26 октомври 1855 г. в Габрово. Учи във Военното на Негово Княжеско Височество училище и завършва през 1880 г., като на 30 август е произведен в чин подпоручик. След завършването е зачислен в 12-а пехотна дружина, като след това служи в 8-и, 20-и и 7-и пехотни полкове. На 30 август 1883 е произведен в чин поручик.
През Сръбско-българската война (1885) е адютант по стопанската част. На 23 март 1886 г. е произведен в чин капитан, през 1889 г. майор, през 1893 г. подполковник, 2 май 1902 г. полковник, а на 15 декември 1907 – генерал-майор. Служи в интендантското ведомство. На 15 декември 1907 г. е уволнен от служба. През Балканската война (1912 – 1913) е отново назначен на служба и е етапен комендант в село Стралджа. По време на Междусъюзническата война (1913) е началник на формираната веднага след края на Балканската война 13-а пехотна дивизия, която е в състава на 3-та армия и воюва със Сърбия. През Първата световна война (1915 – 1918) е началник на етапно и транспортно отделение в Главното тилово управление (1917). След войната излиза в запаса и е зачислен в опълчението (1920).
Генерал-майор Христо Луков умира на 11 март 1923 година.

## Военни звания
- Подпоручик (30 август 1880)
- Поручик (30 август 1883)
- Капитан (24 март 1886)
- Майор (1889)
- Подполковник (1893)
- Полковник (2 май 1902)
- Генерал-майор (15 декември 1907)

## Награди
- Орден „За храброст“ IV степен, 2-ри клас
- Орден „Св. Александър“ V степен с мечове по средата